# Hallsbergs station

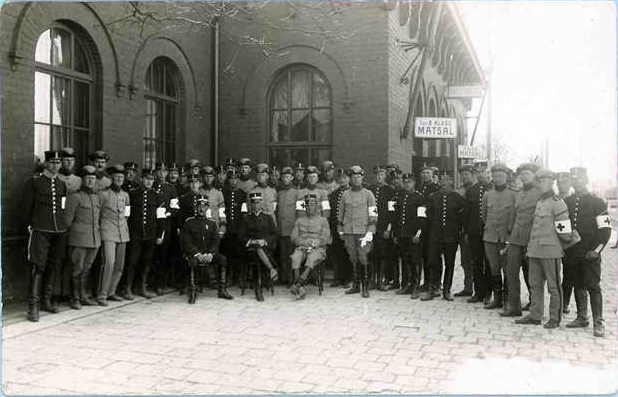
Sjukvårdspluton ur Svea trängkår (T 1) vid Hallsbergs station tidigt 1920-tal.

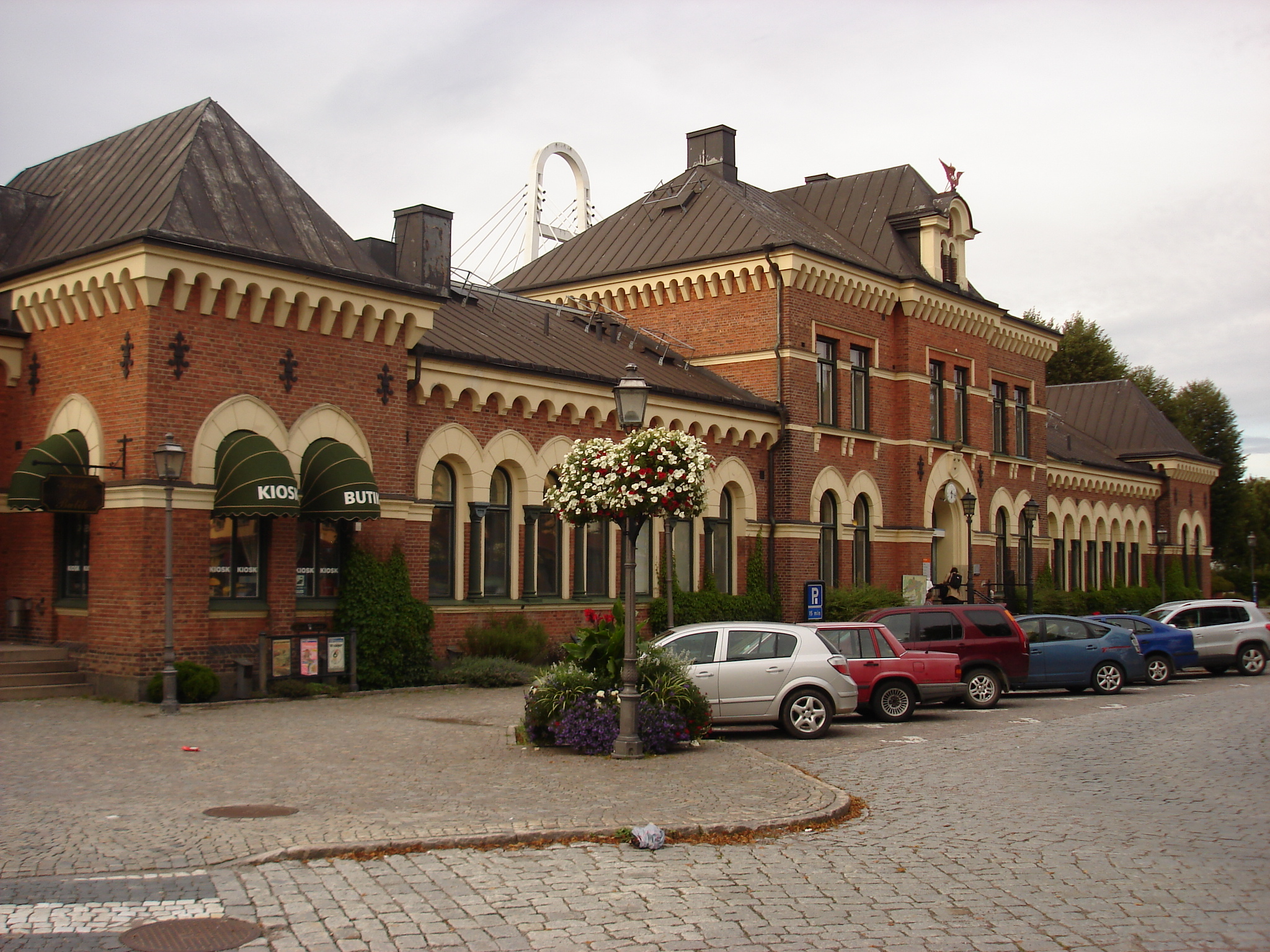
Hallsbergs station 2011

Hallsbergs station är en järnvägsstation i Hallsberg. Personbangården har trafikplatssignatur Hpbg. Stationen ligger centralt belägen i staden vid Västra Storgatan och Östra Storgatan. Stationshuset byggdes 1886 efter ritningar av arkitekten Adolf  W. Edelsvärd.

## Bakgrund
Hallsberg är till stor del ett stationssamhälle, som växt fram som ett resultat av att Godsstråket genom Bergslagen och Västra stambanan möts här. Trots att Laxå egentligen är startpunkten för Värmlandsbanan, kan man i praktiken säga att Hallsberg är det, då man byggt en förbifart norr om Laxå station år 1962 för att undvika att genomgående tåg mellan Värmland och Sörmland skall behöva vända.  

## Rangerbangården
Rangerbangården i Hallsberg, Hrbg, är den största i Norden. Bangården är Sveriges största knutpunkt och där korsar Västra stambanan Godsstråket genom Bergslagen. Det är följaktligen en plats där godståg från många håll möts. Bangården har kapacitet att rangera en halv miljon vagnar samt en halv miljon lastbilar per år.
Rangerbangården består av:
- En infartsgrupp med 8 spår där 8 inkommande godståg kan köras in i väntan på rangering. De inkommande tågens vagnar kopplas isär i grupper för varje destination (avgående godståg).
- Två vallar där de ingående tågen körs över så att varje vagngrupp rullar vidare (släpper) till ...
- 32 uppsamlingsspår. Ett för varje destination (utgående tåg). Varje uppsamlingsspår har en balkbroms i början, ett antal kolvbromsar i mitten och fällbara stoppbockar i slutet. Växlarna, bromsarna och stoppbockarna är helt datorstyrda. När ett uppsamlingsspår är fyllt kopplas vagnsgrupperna ihop och bromssystemet testas.
- En utfartsgrupp med 12 spår för färdiga utgående tågsätt.
- En kombiterminal.